# Иезуитский колледж (Амберг)
Колледж иезуитов (нем. Jesuitenkolleg Amberg) — бывшее учебное заведение и монастырь ордена иезуитов, располагавшиеся в баварском городе Амберг (Верхний Пфальц) с 1665 по 1774 год; в 1626 году иезуиты основали в городе гимназию; сегодня здания колледжа занимают Баварская библиотека (отделение в регионе Амберг), римско-католический приход Святого Георгия и часть гимназии имени Макса Регера.

## История и описание
После поражения протестантских войск в Битве на Белой горе под Прагой — 8 ноября 1620 года — регион Верхний Пфальц перешёл Баварии и был повторно католизирован. Первые иезуиты пришли в Амберг в 1621 году — в сопровождении баварских войск — а в 1624 их представитель стал викарием местной Георгиевской церкви. Два года спустя иезуиты основали в городе гимназию: для этой цели им сначала были предоставлены помещения в бывшем францисканском монастыре в Амберге, которые ранее использовались протестантским учебным заведением. 18 октября 1626 года первым ректором колледжа стал П. Кристоф Пфлаум (P. Christoph Pflaum).
В связи с возвращением в город монахов-францисканцев, произошедшем в 1627 году, иезуитскому колледжу потребовалось новое помещение; в 1630 году оно было найдено рядом с церковью Святого Георгия. Начиная с 1632 года в учебном заведение были введены курсы по логике и казуистике, что проложило ему путь к статусу лицея. Сам лицей, использовавшийся для обучения местного духовенства, был официально открыт 29 октября 1726 года — после завершения строительства, которое началось в 1722 году.
Новые здания для колледжа были построены в 1665 году возле церкви Святого Георгия мастерами-строителями Вольфгангом Хиршштеттером, Георгом Хагном и Андреасом Вельсом-старшим. Достройка северного крыла произошла в 1684 году по проекту архитектора Георга Динценхофера, а его брат — Вольфганг — расширил западное крыло в 1689. Расширение создало фасад длиной в 160 метров, который изолирует комплекс от остального города. Около 1764—1766 годов внутренне убранство монастыря претерпело изменение: алтарная стена была перестроена в стиле рококо.
Иезуиты руководили как церковью, так и колледжем Св. Георгия до роспуска самого ордена в 1773 году. За XVIII век в гимназии прошли обучение более 300 старшеклассников, а в лицее были обучены 100 кандидатов наук по философии и теологии. В колледже-монастыре проживали и работали тре десятка представителей ордена. После роспуска ордена курфюрст Карл Теодор в декабре 1781 года передал все его имущество рыцарям Мальтийского ордена; здания были переданы им же 30 августа 1782. В 1806 году комплекс перешёл в городскую собственность и в нём размещалась, до 1926 года, ныне существующая гимназия Эразма Амберга.
Библиотека колледжа, которая с 1826 года является провинциальной библиотекой Амберга, была расположена в восточном крыле. Первое здание библиотеки 1682 года было расширено в 1726—1727 годах и тогда же частично переоборудовано. Фрески и росписи 1726 года были восстановлены в 1980—1990 годах. Сами фонды во многом пополнялись из библиотек секуляризованных монастырей Верхнего Пфальца — некоторые из работ того времени все ещё находятся в открытом доступе для современных читателей.